# Laboratorio Cold Spring Harbor
El laboratorio Cold Spring Harbor (en inglés Cold Spring Harbor Laboratory, CSHL) es una institución privada sin ánimo de lucro dedicada a investigación científica , situada en la localidad de Laurel Hollow (Nueva York). Está especializado en el estudio del cáncer, la neurobiología, la genética vegetal, la genómica y la bioinformática. Nueve científicos que trabajaron en él obtuvieron el premio Nobel.
Comenzó a funcionar en 1890 como centro asociado al Brooklyn Institute of Arts and Sciences; en 1904, la Institución Carnegie se incluyó en el Laboratorio (desde 1921, como Departamento de Genética).
Entre los investigadores más reconocidos del centro destacan: Barbara McClintock, quien descubrió los transposones en este lugar, por lo que fue premiada con el Nobel de Medicina o Fisiología en 1983; Alfred Hershey y Martha Chase, quienes confirmaron el papel del ácido desoxirribonucleico como material genético; Max Delbrück y Salvador Luria, investigadores sobre bacteriófagos y Biología Molecular;Richard J. Roberts, codescubridor de los intrones y el splicing de ARN y merecedor del Nobel.